# Super Rich Kids
A Super Rich Kids Frank Ocean amerikai énekes dala, amelyik az ötödik kislemezként jelent meg debütáló albumáról, a Channel Orange-ről. 2011-ben adta elő először egy koncerten, majd a Channel Orange Tour részeként 2012-ben. A kislemez 2013 márciusában jelent meg. A dal R&B és neo soul stílusú és feldolgozza vagy utal Elton John Bennie and the Jets, Marvin Gaye Got to Give It Up és Mary J. Blige Real Love dalára. Fiatal, gazdag emberek közönyéről és pénzügyi problémáktól való félelmeikről beszél, száraz humorral. A dalt pozitívan fogadták a zenekritikusok, szerepelt a Billboard R&B Songs slágerlistán, a Brit R&B-listán és a Brit kislemezlistán. A dal megjelent a Gossip Girl – A pletykafészek sorozatban és a Lopom a sztárom filmben.

## Háttér
A Super Rich Kids írója Frank Ocean, Malay, Earl Sweatshirt, Kirk Robinson, Nathaniel Robinson Jr., Roy Hammond, Mark Morales és Mark Rooney. a producere pedig Malay volt. Ocean és Malay a Channel Orange munkálatainak első napján készítette el a dalt, amelyet a 2000-es Traffic című film inspirált. Ocean először a 2011-es turnéja közben adta elő, majd később a Channel Orange Tour állomásain. A kislemez megjelenését 2013. január 23-án jelentették be. Az Egyesült Királyságban március 11-én jelent meg, míg az Egyesült Államokban március 17-én.

## Kompozíció

### Zene
A Super Rich Kids egy R&B-, és neo soul-ballada, amely 60 bpm tempóval rendelkezik. A dal E♭dúrban van írva, E♭maj9−G♭6/A♭−D♭maj7−B♭7sus4−B♭aug akkordmenettel. A dal zongorajátéka Elton John Bennie and the Jets dalához hasonló, míg szerepelnek benne kürt és szintetizátor menetek is.

### Szöveg
A Super Rich Kids fiatal, gazdag emberek közönyéről és pénzügyi problémáktól való félelmeikről beszél, száraz humorral. A dal refrénjének dalszövegében felhasználják Mary J. Blige Real Love című dalának szövegét. A dalban szerepel Earl Sweatshirt, amely a Complex szerint emlékeztető, hogy „a nap végén Ocean OFWGKTA.” A Paste magazin szerint Earl mély verzéje feltolja magasabbra Ocean hangját.
„A dal pont az, mint amit a cím is elárul. Frank nézete azon gyerekekről, akik szüleiktől örököltek nagy pénzösszegeket, anélkül, hogy lenne fogalmuk a nagy felelősségről, amely vele jár és a jó, amit tehetnének vele. Drága autóktól, minden este más nőkig, a társadalmi elit átbotlakozik a varázslatos létezésükön, ahol a való világ távol van tőlük és egy hasonló hozzáállással rendelkező következő generációt hoznak létre. A dalban ezek mellett szerepel egy alternatív nézet az egyedüllétről, ahol minden, amit a szupergazdagok akarnak az a szerelem és nem csak a pénzről szólnak.” – Sound and Motion
A Muso’s Guide a Super Rich Kids-t a következőként írja le: „egy Jay McInerney novella kortárs verziója,” míg a The Independent szerint „valami, amit Carole King rakott ki az 1970-es években.” A HipHopDX.com azt mondta, hogy „egyetlen egy pontot se ítélkező a szöveg. Ha valami, akkor szimpatizál.” A dal ezek mellett feldolgozza Marvin Gaye Got to Give It Up dalát és utal a Good Times sitcomra (felhasználva J.J. Evans karakter „Dy-no-mite!” szólását).

## Felhasználása
- Gossip Girl – A pletykafészek Monstrous Ball epizódjában[13]
- Lopom a sztárom filmben, a filmzene 17. dalaként[14]
- Hatalmas kis hazugságok[15]

## Jogi probléma
2014-ben a TufAmerica beperelte a Vivendit és Universal Music Groupot, Mary J. Blige Real Love dalának felhasználásáért a kislemezen. Ez a per szerint az Impeach the President feldolgozása miatt.

## Slágerlisták
| Slágerlista (2013)                                | Legmagasabb pozíció |
| ------------------------------------------------- | ------------------- |
| Brit kislemezlista (Official Charts Company)      | 145                 |
| Brit R&B-lista (Official Charts Company)          | 20                  |
| US R&B Songs (Billboard)                          | 23                  |
| US Bubbling Under R&B/Hip-Hop Singles (Billboard) | 4                   |

## Minősítések
| Régió                    | Minősítés  | Példányszám |
| ------------------------ | ---------- | ----------- |
| Egyesült Királyság (BPI) | Ezüstlemez | 200 000     |
| Egyesült Államok (RIAA)  | Aranylemez | 500 000     |